# V455 Большой Медведицы
V455 Большой Медведицы (лат. V455 Ursae Majoris) — одиночная переменная звезда в созвездии Большой Медведицы на расстоянии (вычисленном из значения параллакса) приблизительно 3130 световых лет (около 960 парсеков) от Солнца. Видимая звёздная величина звезды — от +13,76m до +13,4m.

## Характеристики
V455 Большой Медведицы — вращающаяся переменная звезда типа BY Дракона (BY).